# Вулиця Лесі Українки (Чернігів)
Вулиця Лесі Українки — вулиця в Новозаводському районі міста Чернігова. Пролягає від вулиці Князя Чорного до вулиці Український Хутір, історично сформована місцевість (район) Холодні Яри.
Примикає вулиця Десняка, Холодний Яр.

## Історія
У 18 столітті був забудований одноповерховими будинками глибокий розгалужений Холодний Яр (Овраг), який здавна межував з Чернігівським Посадом-Предграддям.
Шляхом об'єднання історичних Узвізів 1-го, Холодного Яру (з 1927 року — Червоний Узвіз) та Єлецького провулка (з 1927 року — провулок Волі) було створено вулицю Лесі Українки — на честь української поетеси Лесі Українки.
Вулиця Тимофія Черняка отримала назву 1955 року — на честь учасника Громадянської війни, уродженця Чернігівщини Тимофія Вікторовича Черняка; спочатку була частиною Дачі Тіволі, яку було перейменовано на Український Хутір, з 1927 року — 2-й Український Хутір. У 1980 році до складу вулиці Лесі Українки було включено вулицю Тимофія Черняка. Зважаючи на це, 1981 року провулок Тимофія Черняка перетворено на вулицю Тимофія Черняка — сучасна вулиця Холодний Яр.

## Забудова
Вулиця прокладена у східному напрямку, робить кілька вигинів-поворотів. Вулиця мальовнича, звивиста у плані, повторюючи ландшафт місцевості. У самому кінці має відгалуження в південному напрямку, що веде в глухий кут. Парний і непарний боки вулиці зайняті садибною забудовою.
Є низка значних і рядових історичних будівель, що є пам'ятниками архітектури чи історії, 4 садибних будинки (№ 6/14, три кінці вулиці).